# Katria katria
Katria katria es una especie de peces de la familia Cichlidae en el orden de los Perciformes.

## Morfología
Los machos pueden llegar alcanzar los 12,7 cm de longitud total.
- Número de  vértebras: 29-31.[1]

## Hábitat
Vive en zonas de clima tropical.

## Distribución geográfica
Se encuentran en África: río Nosivolo (Tamatave, Madagascar ).